# 브로콜리 (프로게이머)
브로콜리(본명: 김윤재, 1999년 11월 4일 ~ )는 대한민국의 리그 오브 레전드 프로게이머로 아이디는 BroCColi이다. 포지션은 정글라이너이며 현재 터키 챔피언십 리그의 5로닌 소속이다.

## 선수 생활
2017년 11월 19일 아이 게이밍 스타에 입단하면서 프로 커리어를 시작했다. 2018 스프링 시즌 초반 좋지 않은 모습을 보여주었으나 점차 좋은 모습을 보여주었다.
2018년 6월, 콩두 몬스터에 입단했다.
2019년 6월, 타이완의 F-소울 e스포츠에 입단했다.
2020시즌을 앞두고 OZ 게이밍에 입단했다. 서머 시즌 팀의 챌린저스 포스트시즌 진출에 기여했다.
2021시즌을 앞두고 5 로닌에 입단했다.

## 소속팀
| # | 팀명             | 소속 기간             | 소속 리그 | 비고 |
| - | ---------------- | --------------------- | --------- | ---- |
| 1 | 아이 게이밍 스타 | 2017.11.19~2018.06.05 | CK        |      |
| 2 | 콩두 몬스터      | 2018.06.05~2019.05.28 | CK        |      |
| 3 | F-소울 e스포츠   | 2019.06.16~2019.12    |           |      |
| 4 | OZ 게이밍        | 2019.12.08~2020.11.02 | CK        |      |
| 5 | 5 로닌           | 2020.12.04~           | TCL       |      |